# Gustave Hofman
Pour les articles homonymes, voir Hofman.
Gustave Hofman, né à Cheratte, le 23 juillet 1939 est un homme politique belge, membre du Parti socialiste.
Il est régent scientifique; professeur en sciences et en géographie.

## Carrière politique
- conseiller communal de Cheratte (1971-1976)
- conseiller communal de Visé (1977-2006)
  - échevin (1989-2000)
- sénateur (1985-1995)
  - membre du Conseil régional wallon (1985-1995)
- député wallon (1995-2004)